# Abația San Giovanni in Fiore

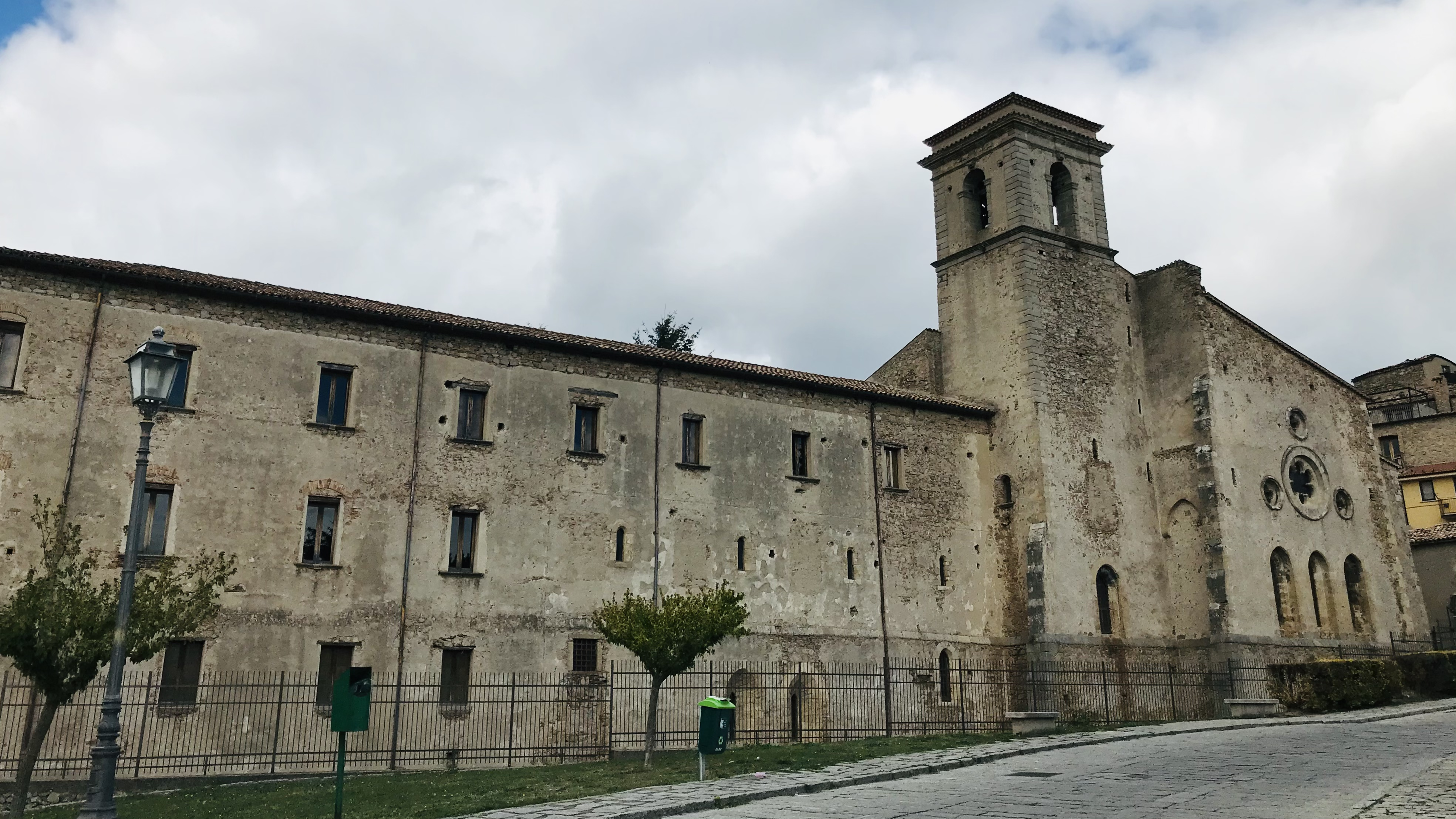
Absida și clopotnița abației.

Abația San Giovanni in Fiore (italiană: Abbazia Florense) este o abație situată în orașul San Giovanni in Fiore, provincia Cosenza, în regiunea Calabria din sud-vestul Italiei. În jurul abației San Giovanni in Fiore s-a dezvoltat începând cu secolul al XIII-lea localitatea cu numele omonim. Abația a fost întemeiată de Gioacchino da Fiore pentru Ordinul Florensian.

## Istoric
Originea abației datează de la călătoria lui Gioacchino da Fiore în munții La Sila, din Calabria, din anul 1188. Săpăturile arheologice au scos la iveală prezența primului edificiu ridicat de Gioacchino și finalizat în 1198, în localitatea Iure Vetere. Construcția abației a fost aprobată de regina Constanza a Siciliei după o vizită a abatelui Gioacchino la curtea regală din Palermo. 
După moartea lui Gioacchino în anul 1202, prima mănăstire și edificiile sale anexate au fost arse de un incendiu în 1214, iar călugării Ordinului Florensian au decis să abandoneze locația Iure Vetere.
În 1215 a fost ales un sit nu departe de cel precedent, lângă valea râului Neto. Noua abație a Ordinului Florensian, ridicată tot conform planurilor lui Gioacchino da Fiore, a fost finalizată în 1230, în stil romanic. În secolele ulterioare caracteristicile au fost remodelate în diferite stiluri, inclusiv prin renovarea în stil baroc a interiorului edificiului.

## Legături interne
- Gioacchino da Fiore
- Gioachimism
- Ordinul Florensian
- San Giovanni in Fiore

## Legături externe
- Viața și opera lui Gioacchino da Fiore
- Abația San Giovanni in Fiore și Centrul de Studii Gioachimite